# Ryan Taylor
Pour les articles homonymes, voir Taylor.
 (décembre 2023).
Si vous disposez d'ouvrages ou d'articles de référence ou si vous connaissez des sites web de qualité traitant du thème abordé ici, merci de compléter l'article en donnant les références utiles à sa vérifiabilité et en les liant à la section « Notes et références ».
Ryan Anthony Taylor, né le 19 août 1984 à Liverpool, est un footballeur anglais. Il peut également évoluer en défense et au milieu de terrain.

## Biographie
Le 21 octobre 2016, il rejoint Port Vale.

## Palmarès

### En club
- Newcastle United
  - Champion d'Angleterre de D2 en 2010.